# Distretto di Dongchuan
Il distretto di Dongchuan (东川区S, Dōngchuān QūP) è un distretto della Cina, situato nella provincia di Yunnan e amministrato dalla prefettura di Kunming.